# Кантон-Веллі (Коннектикут)
Кантон-Веллі (англ. Canton Valley) — переписна місцевість (CDP) в США, в окрузі Гартфорд штату Коннектикут. Населення — 1623 особи (2020).

## Географія
Кантон-Веллі розташований за координатами 41°49′54″ пн. ш. 72°53′52″ зх. д. / 41.83167° пн. ш. 72.89778° зх. д. (41.831556, -72.897734).  За даними Бюро перепису населення США в 2010 році переписна місцевість мала площу 4,55 км², уся площа — суходіл.

## Демографія
Згідно з переписом 2010 року, у переписній місцевості мешкало 1580 осіб у 757 домогосподарствах у складі 400 родин. Густота населення становила 347 осіб/км².  Було 787 помешкань (173/км²).
Расовий склад населення:
| - 95,3 % — білих - 1,2 % — азіатів - 1,1 % — чорних або афроамериканців - 0,1 % — вихідців з тихоокеанських островів |

До двох чи більше рас належало 1,7 %. Частка іспаномовних становила 2,2 % від усіх жителів.
За віковим діапазоном населення розподілялося таким чином: 19,9 % — особи молодші 18 років, 61,2 % — особи у віці 18—64 років, 18,9 % — особи у віці 65 років та старші. Медіана віку мешканця становила 45,1 року. На 100 осіб жіночої статі у переписній місцевості припадало 89,4 чоловіків;  на 100 жінок у віці від 18 років та старших — 82,8 чоловіків також старших 18 років.
Середній дохід на одне домашнє господарство  становив 118 910 доларів США (медіана — 81 250), а середній дохід на одну сім'ю — 105 287 доларів (медіана — 86 797). Медіана доходів становила 53 636 доларів для чоловіків та 55 265 доларів для жінок. За межею бідності перебувало 3,3 % осіб, у тому числі 0,0 % дітей у віці до 18 років та 6,9 % осіб у віці 65 років та старших.
Цивільне працевлаштоване населення становило 898 осіб. Основні галузі зайнятості: освіта, охорона здоров'я та соціальна допомога — 19,3 %, виробництво — 19,2 %, роздрібна торгівля — 14,8 %, мистецтво, розваги та відпочинок — 13,1 %.